# Сель (гора)
18°22′00″ пн. ш. 71°59′00″ зх. д. / 18.366666666667° пн. ш. 71.983333333333° зх. д.
Сель (гаїт. креол. Pik Lasel, фр. Pic la Selle) — гора в Гаїті, найвища вершина країни. Висота — 2680 метрів (8793 футів) над рівнем моря. Гора є частиною гірського масиву Сель. Вона розташована у Західному департаменті.